# Нахт-Самборский, Артур
Стефан Артур Нахт-Самборский (настоящие имя и фамилия — Артур Нахт) (пол. Artur Nacht-Samborski; 26 мая 1898, Краков — 9 октября 1974, Варшава) — польский художник еврейского происхождения, педагог, профессор.

## Биография

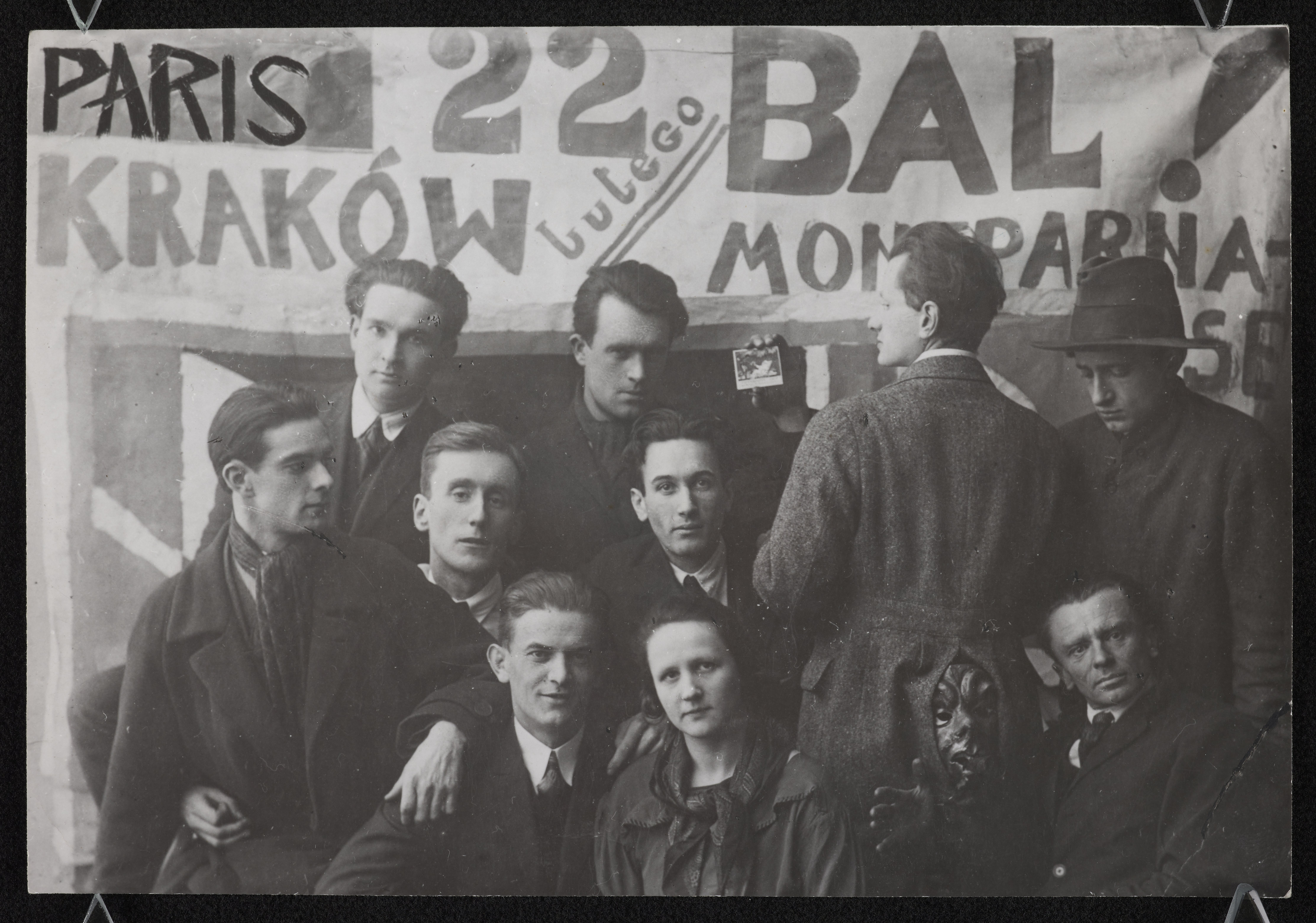
«Парижский комитет» в 1925 r. внизу в центре — Ханна Рудцка и Ян Цыбис (слева), Юзеф Чапский (второй ряд в центре), Артур Нахт-Самборский (второй ряд, третий слева), Зигмунт Валишевский, Пётр Потворовский, Юзеф Ярема

В 1917—1920 обучался в Краковской академии искусств под руководством Войцеха Вейса и Юзеф Мехоффера.
Позже, в 1921—1924 годах, стажировался в академиях Берлина и Вены. Здесь увлекся работами немецких экспрессионистов. Особый интерес вызвали у него работы Архипенко, Шагала, Кандинского, Клее и др. авангардистов.
Когда в 1924 он вернулся в Краковскую академию, то сначала поступил в студию Фелициана Коварского, позже учился у Юзефа Панкевича.
В 1924 отправился во Францию, где жил до 1939, проведя большую часть этого периода времени в Париже.
Начало Второй мировой войны застало А. Нахта на родине. Во время немецкой оккупации в 1941—1942 — он находился во львовском гетто.
В 1942 Нахту удалось вырваться оттуда и добраться до Кракова, а затем до Варшавы, где он скрывался под именем Стефана Самборского.
В 1947—1949 А. Нахт-Самборский работал профессором в Государственной Высшей школе изящных искусств в Гданьске. Был руководителем факультета живописи и архитектуры. Руководил художественной мастерской.
С 1949 по 1969 — профессор Академии изящных искусств в Варшаве.
В 1956 официально поменял имя и фамилию на Стефан Артур Нахт-Самборский.

## Творчество
Творчество художника не поддается точному определению. Его творчество воспринимается как результат уникального по форме и одновременно традиционного немецкого экспрессионизма и польского колоризма (капизм).
А. Нахт-Самборский писал портреты, натюрморты, пейзажи, картины в жанре ню.
Среди главных работ художника:
- Чëрный цветок (1923)
- Обнаженная с затемнëнным лицом (1923)
- Испанский пейзаж (после 1934)
- Листья фикуса (1957)
- Лежащая женщина (1958)
- Женщина за столом (1960-1961),
- Листья на фиолетовой стене (1966)
- Натюрморт (1962)
- Листья (1968).

## Награды
- 1968 — Государственная премия ПНР II степени.